# Maliattha erecta
Maliattha erecta är en fjärilsart som beskrevs av Moore 1881. Maliattha erecta ingår i släktet Maliattha och familjen nattflyn. Inga underarter finns listade i Catalogue of Life.